# Семигалія

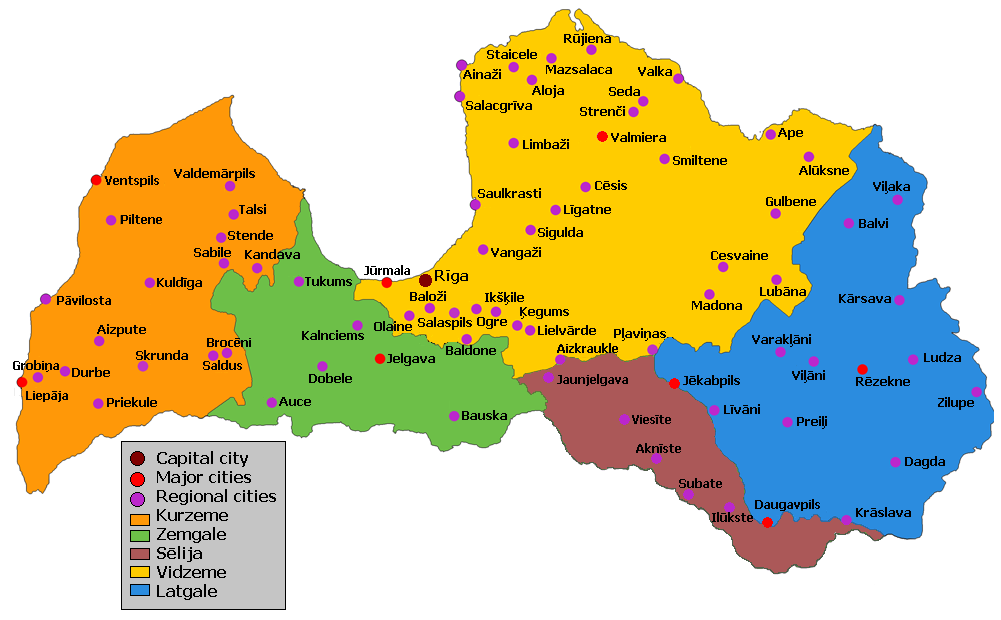
Мапа Семигалії (зеленим кольором), з сусідньою Селією (коричневий) - сучасний стан

Семига́лія (латис. Zemgale; нім. Semgallen, «край земгалів (семигалів)») — історичний регіон у Латвії. Розташований у центрі країни.

## Назва
- Земгалія, Земгале (латис. Zemgale)
- Семигалія (нім. Semigallen)

## Географія
Розташована на півдні країни на лівому березі Даугави і межує з Селією, Аукштайтією і Курляндією. В Середні віки Семигалія, була частиною Курляндії й у її складі стала складовою частиною Латвії, тому на гербі Латвії вона не представлена окремою зірочкою, а лише у зв'язуванні з Курляндією.
Історично Семигалія визнається поряд з Селією, як один регіон, хоча іноді Селія сприймається як  окрема п'ята область. Також на гербі Латвії Земгале представлена разом з Курляндією (Курземе), у зв'язку з історичним зв'язком між двома регіонами. Семигалія межує з іншими історичними балтійськими регіонами, такими як Видземе на північному сході, Курляндією на заході, Латгале на сході, а також Ризькою затокою на північ та  Литвою (Жемайтія та Аукштайтія) на півдні. Географія Семигалії складається переважно з рівнин та деяких пагорбів. Лієлупе є найважливішою річкою після Даугави. Крупнє місто Єлгава, що була столицею об'єднаного Герцогства Курляндії і Семигалії.

## Історія
Названа за древнім балтійським племенем земгалів (семгалів). 
В XIII столітті захоплене німецькими лицарями й стає частиною Лівонії. З 1561 року в складі Герцогства Курляндії і Семигалії (в 1596–1617 роках самостійне Земгальське герцогство), в 1795–1917 роках східна частина Курляндської губернії Російської імперії.
Ландшафт Семигалії переважно рівнинний. Крім Західної Двіни важливою річкою є Лієлупе. Найбільшими містами Семигалії є колишня столиця Єлгава, а також Бауска. Головною туристичною визначною пам'яткою регіону є Рундальський палац під Баускою.
Щорічно протягом третього тижня липня тут проходить Фестиваль стародавньої музики. Поблизу розташовані ще три замки, побудовані наприкінці 18 в., -Межотне, Кауцмінде й Борнсмінде.
Ще одна визначна пам'ятка — Рундальський палац роботи Растреллі. В Єлгаві, що була столицицею Герцогства Курляндії і Семигалії, перебуває Єлгавський палац -теж робота Растреллі й Петровська Академія — рідкий зразок архітектури бароко 18 століття. 